# Alfa Romeo 156
Der Alfa Romeo 156 (Typ 932) ist ein Mittelklasse-Automobil der Marke Alfa Romeo, das von Herbst 1997 bis Sommer 2005 gebaut wurde. Der vom 156 abgeleitete Semi-Geländewagen Crosswagon Q4 wurde auf dem europäischen Markt bis Mitte 2007 verkauft. Grundlage der Konstruktion des 156 war die Plattform des Fiat Bravo/Brava/Marea,  stark verändert, etwa mit einer Doppelquerlenkerradaufhängung vorn und der von Lancia stammenden Camuffo-Hinterachse.

## Allgemeines
Der Alfa Romeo 156 gilt als Schlüsselmodell zum neuen Erfolg der Marke Alfa Romeo, nachdem sie nach der Übernahme durch Fiat 1986 mit den neuen Modellen zunächst stagniert hatte. Bereits zwei Jahre nach der Markteinführung machte der 156 über 50 % der gesamten Alfa Romeo-Produktion aus. Gefertigt wurden rund 680.000 Exemplare.
Der Alfa Romeo 156 JTD war das erste Diesel-Fahrzeug mit einer Common-Rail-Einspritzung. Beim 156 als vermutlich erstem Serienfahrzeug gab es Lacke, die je nach Betrachtungswinkel die Farbe wechseln, darunter der Ton „Azzuro Nuvola“.
Ab der leichten Modellpflege im Frühjahr 2002 gab es die Ausstattungsvarianten Impression, Progression und Distinctive.

## Entwicklung
Der 156 erschien im September 1997 auf der IAA in Frankfurt als viertürige Stufenhecklimousine, zunächst mit Ottomotoren von 1,6 bis 2,5 Litern Hubraum (88 kW bis 140 kW) und Dieselmotoren mit Common-Rail-Einspritzung und 1,9 respektive 2,4 Litern Hubraum (77 kW und 100 kW). Im 156 wurden in nennenswertem Umfang Bauteile aus Magnesium verwendet, und erstmals in einem Motor eines Serienfahrzeugs. Beim Serienanlauf war nur eine kleine Auswahl an Varianten erhältlich, die erst im Frühjahr 1998 einen größeren Umfang erreichte, als beispielsweise Fahrzeuge mit Dieselmotoren und mit Leder-Ausstattung ausgeliefert wurden.
Die Zeitschrift „Auto motor und sport“ verglich 2015 den Wirbel um das Modell mit dem Erscheinen der Alfa Romeo Giulia Limousine 34 Jahre zuvor.
Im Mai 2000 kam nach etwa sechsjähriger Unterbrechung mit dem 156 Sportwagon wieder ein Kombi von Alfa Romeo auf den Markt. Im Unterschied zu den meisten anderen Kombis ist er nicht länger als die Limousine.
Ein halbes Jahr nach der Einführung des Sportwagon wurde die Motorenpalette für das Modelljahr 2001 großenteils überarbeitet um die Euro-3-Abgasnorm, die ab dem Jahreswechsel 2000/2001 für Neuwagen obligatorisch wurde, zu erfüllen. Die einzige Ausnahme war der kleinste 1,6-Liter-Ottomotor, der weiterhin 88 kW leistete. Die 1,8- und 2,0-Liter-Motoren wurden leicht gedrosselt und leisteten 103 kW bzw. 110 kW, während die Leistung des 2,5-Liter-Sechszylinders leicht auf 141 kW gesteigert wurde. Die Dieselmotoren leisteten 81 kW bzw. 103 kW.
Ab Mitte 2001 wurden die beiden Dieselmotoren für das Modelljahr 2002 aufgewertet und leisteten 85 kW beziehungsweise 110 kW, da ihre Turbolader nun mit verstellbaren Turbinenleitschaufeln ausgestattet wurden. Kurz danach wurde auf der IAA in Frankfurt der sportliche 156 GTA mit Sechszylindermotor vorgestellt. In Deutschland wurde dieses Modell ab April 2002 verkauft.
Im März 2002 gab es eine leichte Modellpflege – neue Räder, Spiegel und Stoßleisten in Wagenfarbe, neue Mittelkonsole, Kopfairbags serienmäßig in allen Modellen – ein neuer 2-Liter-Ottomotor mit Direkteinspritzung und 122 kW (166 PS) ersetzte den bisherigen 2.0-l-Twin Spark, der 2,4-Liter-Diesel leistete jetzt dank geänderter Elektronik 110 kW (150 PS). Ab Ende 2002 war der 1,9-Liter-Diesel mit Vierventiltechnik und 103 kW (140 PS) zu erwerben. Kurz vor dem Modellwechsel wurde die Leistung auf 110 kW (150 PS) angehoben. Einen Dieselrußpartikelfilter (DPF) gab es für den 156 nicht; dieser wurde erst beim Nachfolger 159 eingeführt.

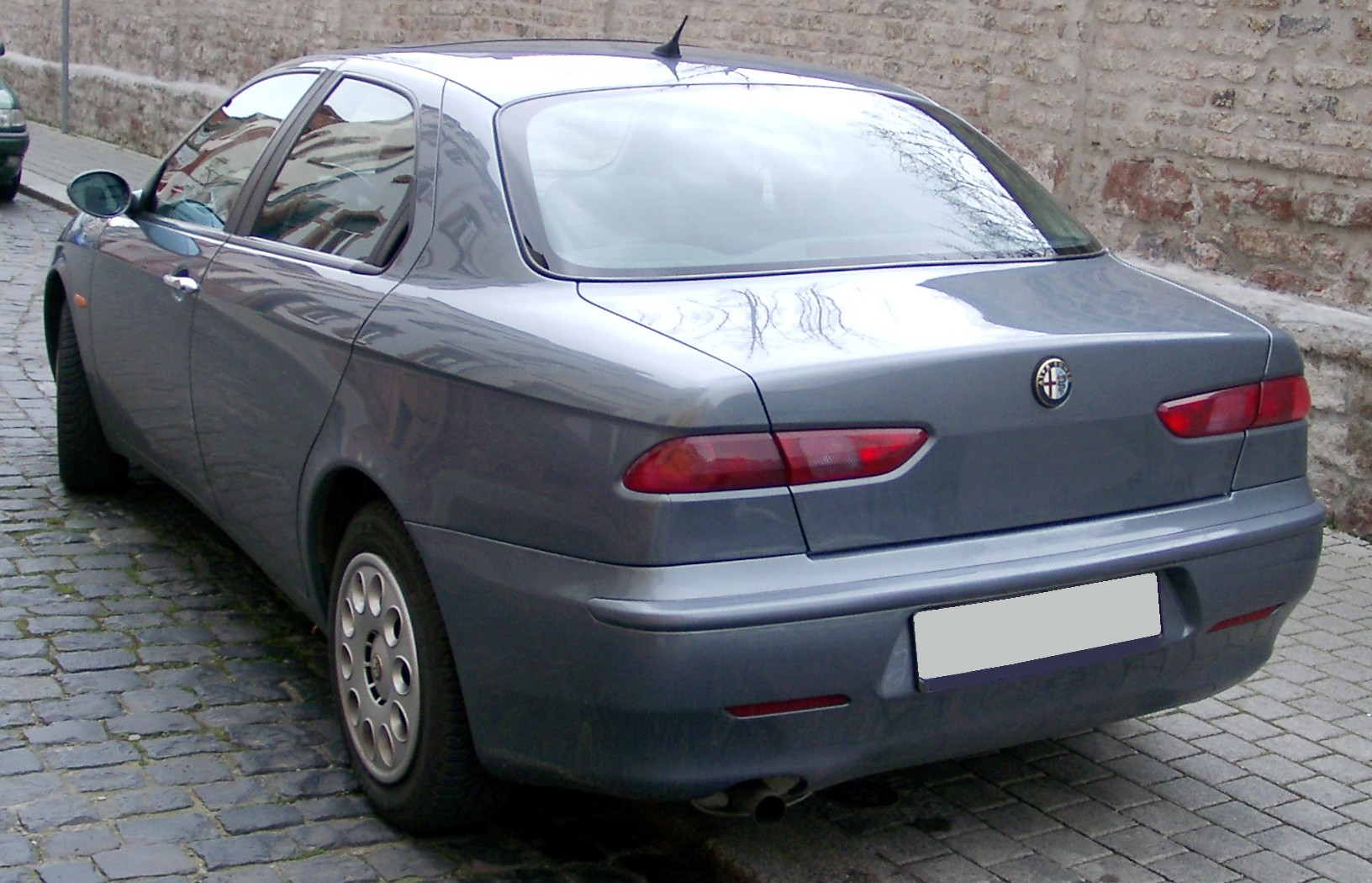
Heckansicht
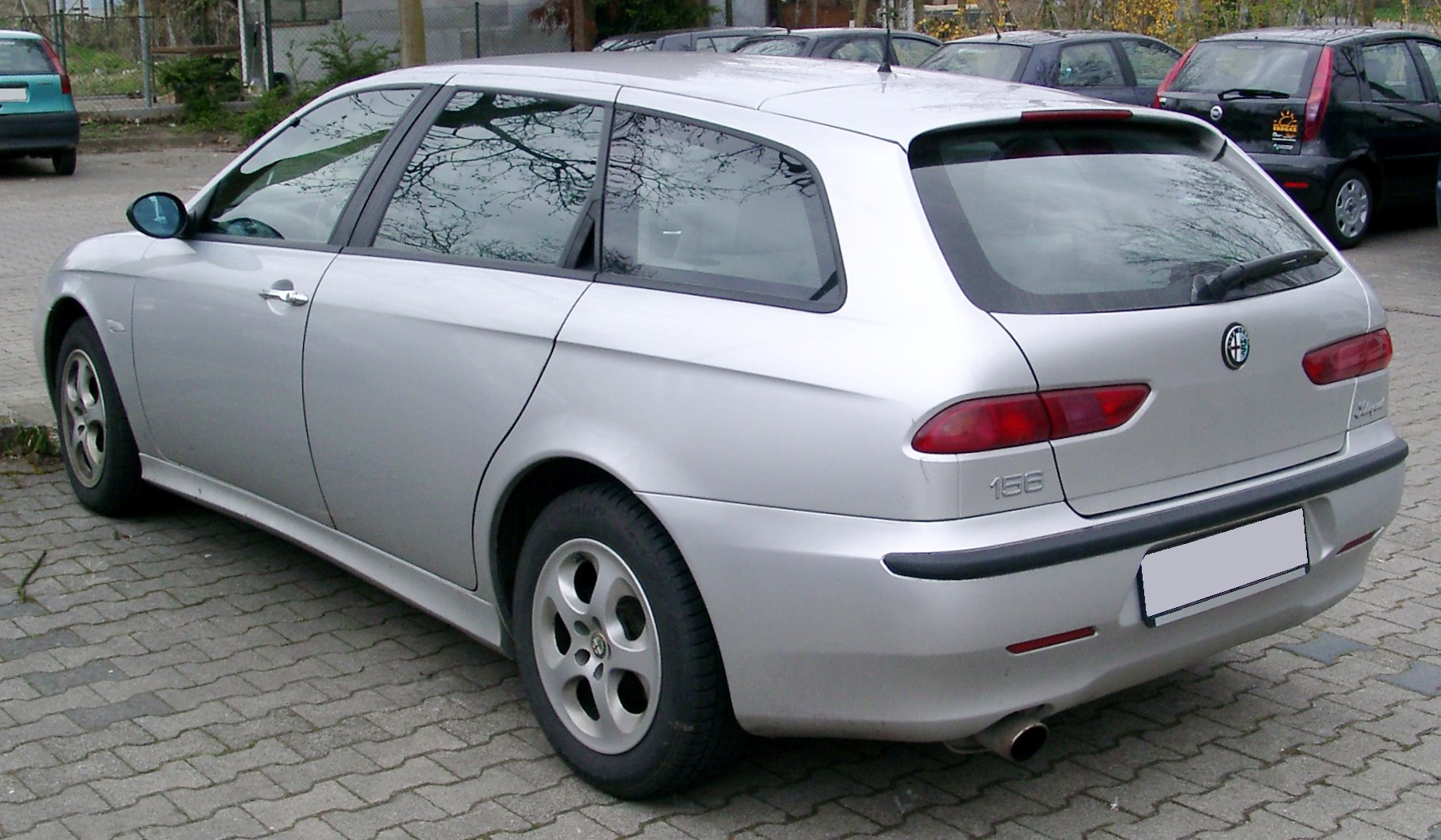
Alfa Romeo 156 Sportwagon (2000–2003)
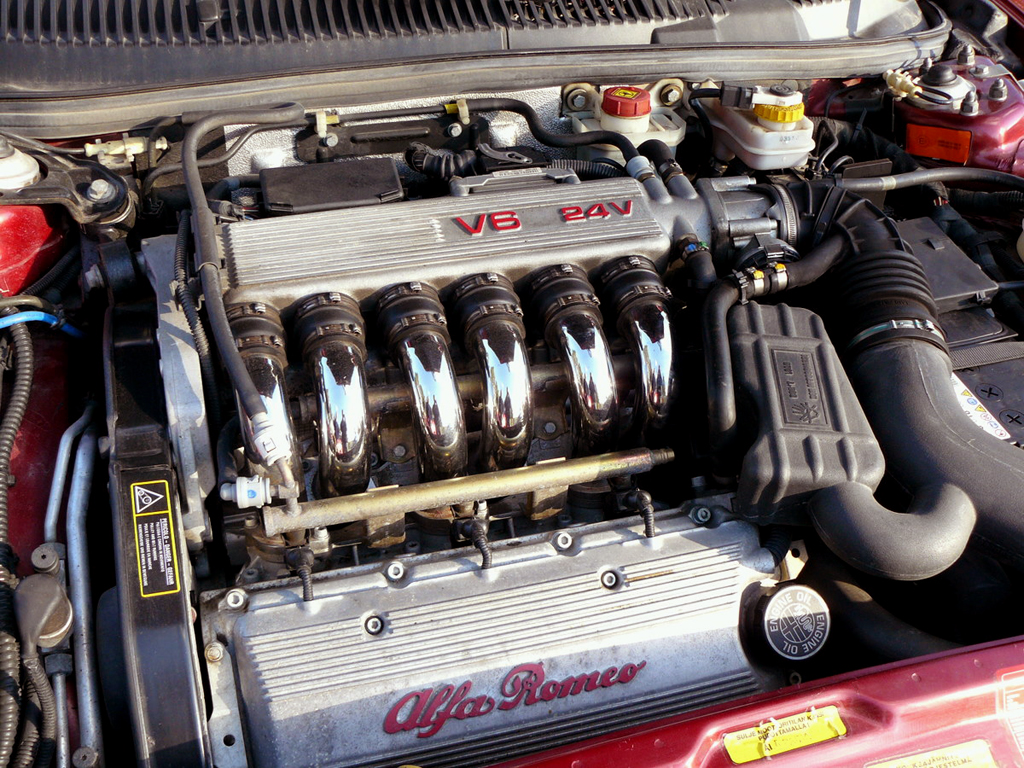
2,5-l-V6-Motor des 156

### Modellpflege
Im Sommer 2003 überarbeitete Alfa Romeo den 156 für das Modelljahr 2004. Das Fahrwerk und die Sicherheit wurden verbessert sowie neue Motoren, 129 kW (175 PS) 2.4-l-Fünfzylinder-Diesel und 103 kW (140 PS) im 1,9-l-Diesel (später 110 kW (150 PS)) eingeführt. Die Form des Fahrzeugs wurde von Giorgetto Giugiaro umgestaltet. Auffälligste Änderungen sind der Kühlergrill und die Scheinwerfer, das Heck wurde dezent, aber mit vielen Teilen verändert, orientiert sich aber am Urentwurf. Die äußerlichen Änderungen wurden nicht im GTA übernommen.
Ebenfalls ab der Modellpflege wurde das Sondermodell ti („Tourismo Internationale“) angeboten.
Ende September 2005 wurde der Alfa Romeo 156 durch den Alfa Romeo 159 abgelöst. In Ägypten dagegen wird der Alfa Romeo 156 bei der Seoudi Group weiterhin montiert und vertrieben.

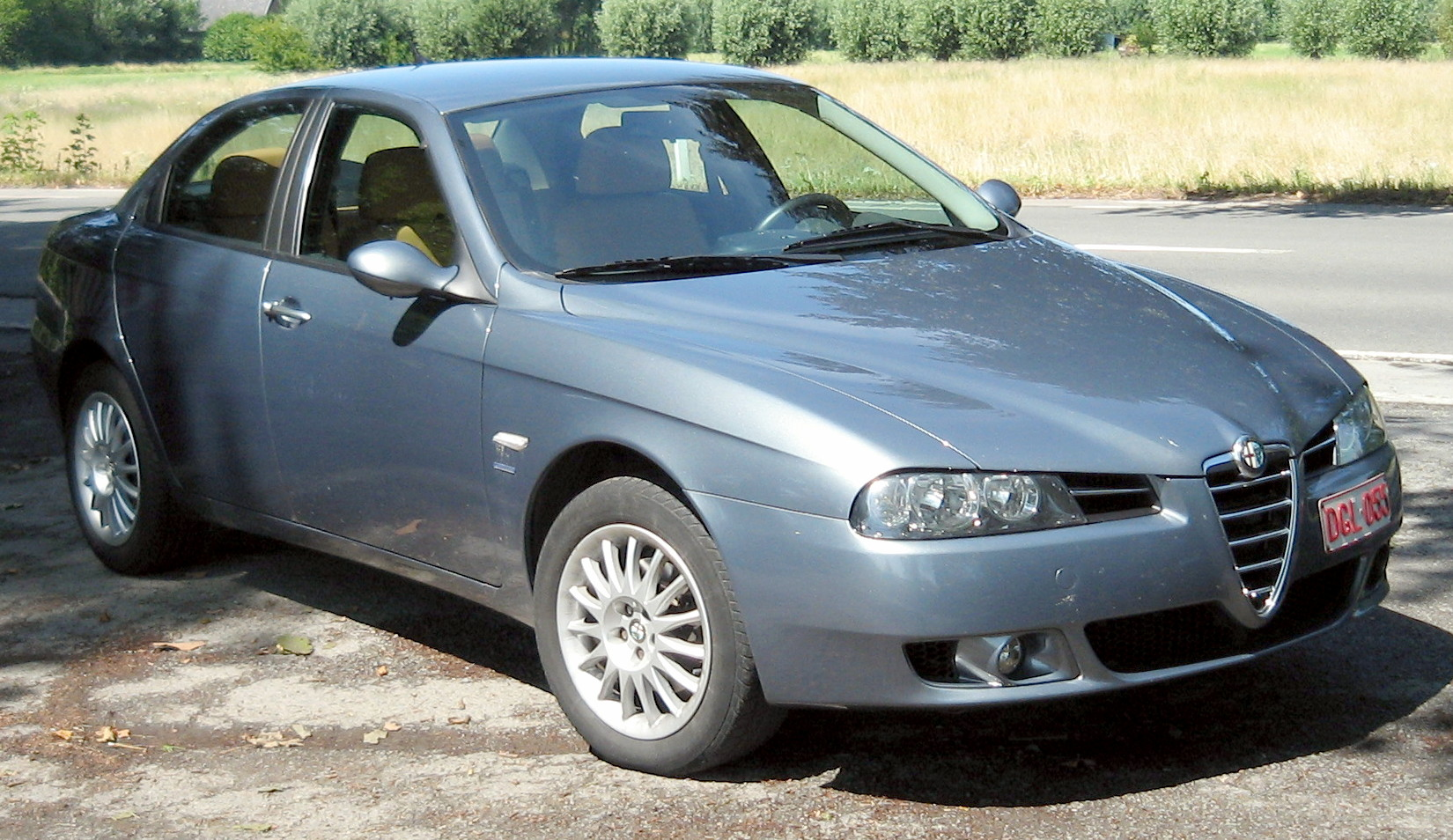
Alfa Romeo 156 Limousine (2003–2005)
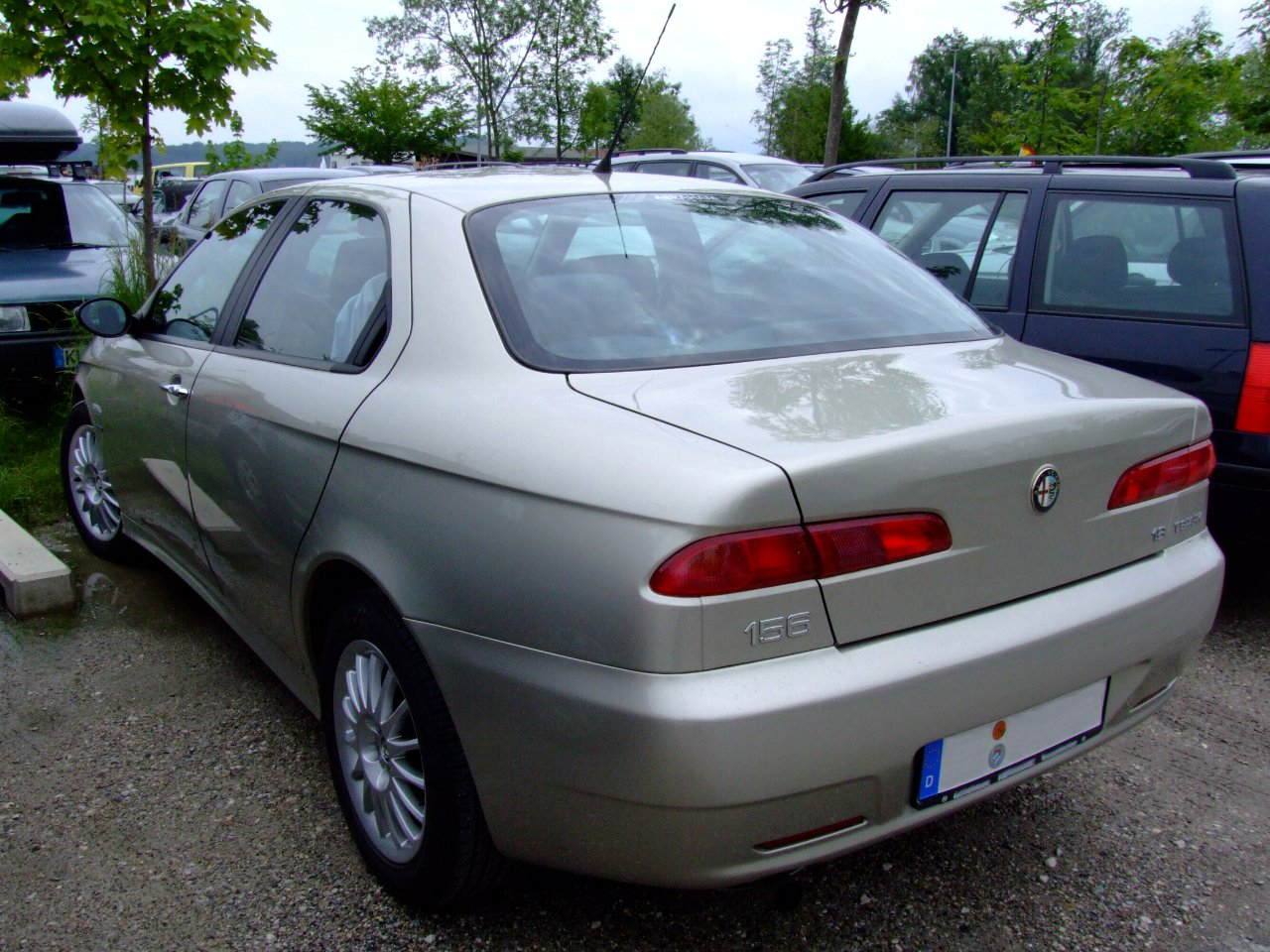
Heckansicht
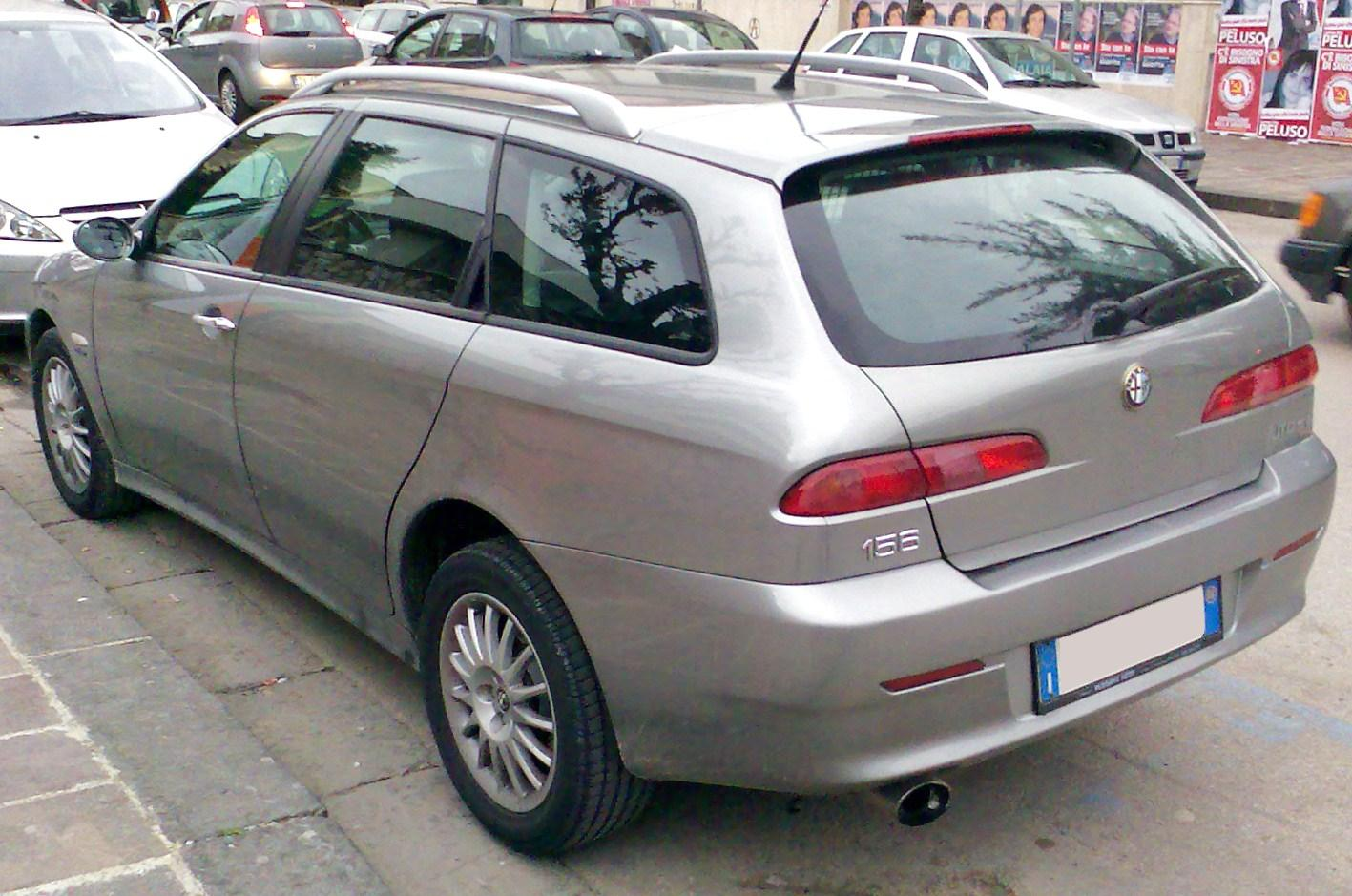
Alfa Romeo 156 Sportwagon (2003–2005)
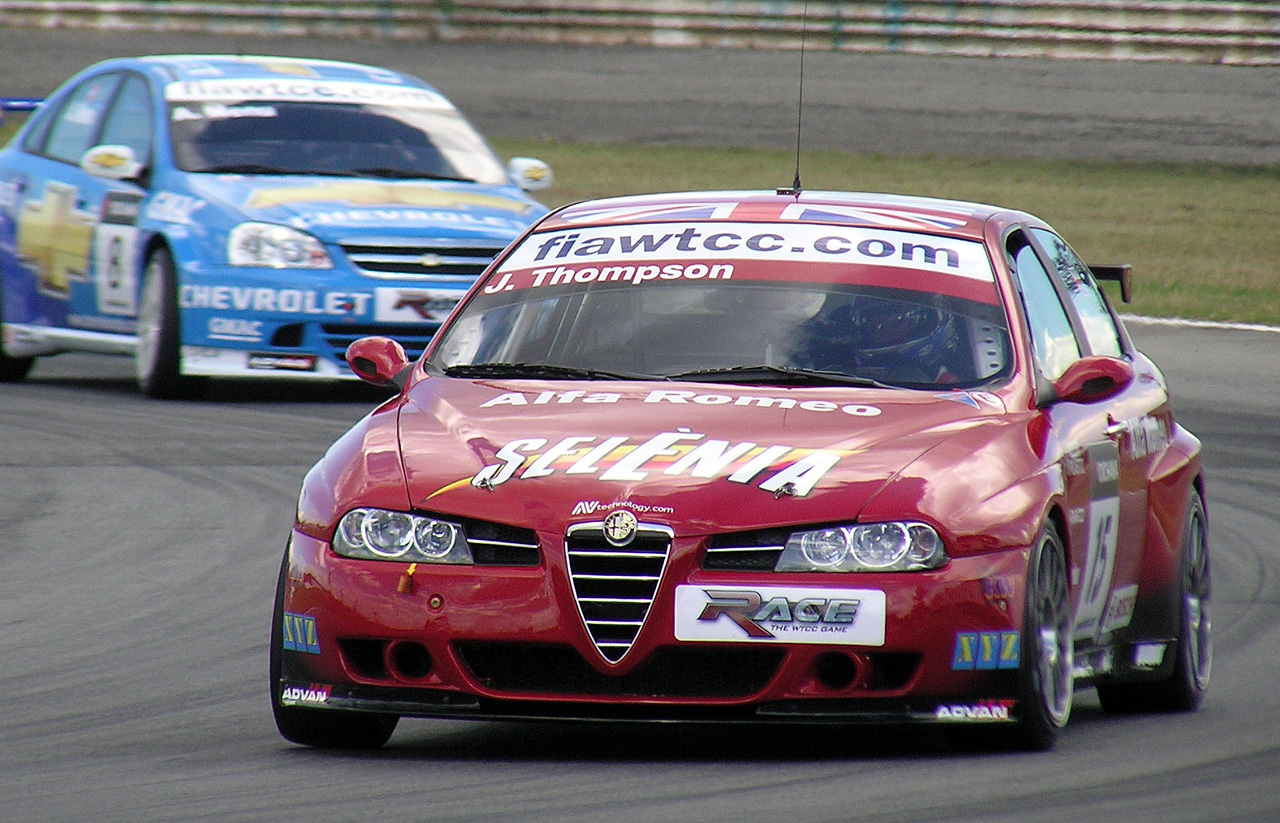
Rennversion in der Tourenwagen-Weltmeisterschaft

## Karosserie- und Modellvarianten
Zur Markteinführung im Herbst 1997 wurde der 156 vorerst nur als Limousine („Berlina“) angeboten. Ein Jahr später folgte der Kombi (traditionell als Sportwagon bezeichnet), und im November 2004 folgte der Crosswagon Q4 mit höher gelegter Karosserie.

### Limousine
Die Limousine wurde im Herbst 1997 vorgestellt und fand große Beachtung. Im November 2013 beschrieb die Autobild-Klassik die damalige Situation wie folgt: „Den Trick mit dem weggeflunkerten Türgriff macht seit dem 156 die gesamte Autoindustrie nach, aber damals wirkte das Detail noch irgendwie intellektuell und dramatisch, also sehr, sehr italienisch. Auch neu, aber erfrischend retro: der Innenraum. Zwei runde Instrumente unter düsenhaften Hutzen, genau so ist Dustin Hoffman damals mit dem Spider zu seiner Elaine geröhrt.“ Eines der gestalterischen Merkmale des 156, welche das folgende Automobildesign prägen sollten, war die hohe Gürtellinie. Das Interieur setzte sich von der Konkurrenz unter anderem durch einen dezenten Retro-Look ab, beispielsweise in den Instrumenten oder der Pfeifenpolsterung der Sitze. Nicht serienmäßig war eine geteilt umklappbare Rücksitzbank. Der Strömungswiderstandskoeffizient (cw) der Limousine beträgt 0,31.

### Sportwagon
Nachdem die Produktion des Alfa Romeo 33 Sportwagon im Herbst 1994 ausgelaufen war, kam erst im Mai 2000 der Alfa Romeo 156 Sportwagon als neuer Kombi von Alfa Romeo auf den Markt. Wenngleich es beispielsweise von Mercedes-Benz hochwertige Kombis gegeben hatte, die nicht auf die Handwerkerklientel zielten, so hatten alle sogenannten Lifestyle-Kombis immer noch größeren Lade- oder Kofferraum, zumeist erreicht über einen langen Radstand, lange Überhänge und einer zur C-Säule ansteigenden Dachlinie. Beim Entwurf des 156 Sportwagon wurden diese Vorstellungen aufgegeben zugunsten einer Coupé-haften Silhouette, die Shooting Brakes entlehnt war, der Hersteller bezeichnete die Gattung des Fahrzeugs als „Kombi-Coupé“. Der Radstand der Limousine wurde übernommen, und der Kofferraum fasst nur 360 Liter, oder nach Umklappen der Rückbank lediglich 1180 Liter. Der cW-Wert des Sportwagon beträgt 0,30.
Die Auto motor und sport beschrieb die Form als Fastback und schrieb, „dass die Rückenansicht an die nach vorn geschrägten Hecks hölzerner Segelyachten erinnert.“ In einem weiteren Artikel heißt es: „Der Alfa Romeo 156 Sportwagon ist kein Kombinierer im herkömmlichen Sinn. Er will Coupé-Eleganz mit kleinem, aber feinem Praktikabilitätsplus verbinden.“ Die abfallende Dachlinie gilt bis heute als Charakteristikum nahezu sämtlicher moderner Lifestyle-Kombis, wurde aber beim Nachfolgemodell Alfa Romeo 159 Sportwagon nicht übernommen.

### GTA
In Anlehnung an die GTA-Baureihe (Giulia Sprint GTA, GTA 1300 Junior) hat Alfa Romeo im Jahr 2002 auch vom Modell 156 eine GTA-Version herausgebracht.
Der 156 GTA, der als Limousine und Sportwagon erhältlich war, sah noch sportlicher aus (unter anderem mit neugestalteten Rädern), war innen anders ausgestattet (eigene Sitze) und hatte einen anderen Antrieb: Als GTA erhielt der 156 die letzte Ausbaustufe des Arese-V6-Motors, der auch als „der letzte echte Alfa-Motor“ gilt. Dieser V-Motor hat einen Zylinderwinkel von 60 Grad. Im 156 GTA ist er quer zur Fahrtrichtung eingebaut und hat folgende technische Daten:
- Hubraum: 3179 cm³
- max. Leistung: 184 kW (250 PS) bei 6200/min
- max. Drehmoment: 300 Nm bei 4800/min

Dieser Motor ermöglicht folgende Fahrleistungen:
- Höchstgeschwindigkeit: > 250 km/h
- Beschleunigung 0–100 km/h: 6,3 s

Die offiziell angegebenen Verbrauchswerte:
- städtisch: 18,1 l
- außerstädtisch: 8,6 l
- gesamt: 12,1 l

Der in die Jahre gekommene V6-Motor des GTA hat in diesem Modell (sowie im 147 GTA, 166, GTV, Spider und GT) seinen letzten Einsatz. Verantwortlich für das Ende dieses Motors ist, neben seinem Abgas- und Verbrauchsverhalten, sicher auch die aufwändige Produktion mit entsprechend hohen Kosten.
Optional war der GTA mit der Selespeed-Schaltung erhältlich, die gegenüber der „normalen“ Selespeed-Schaltung modifiziert und verbessert worden war. Serienmäßig war ein 6-Gang-Schaltgetriebe.
Der GTA wurde nur mit dem ursprünglichen Frontendmodul der 156er-Reihe gebaut: Während die anderen Modelle mit dem Facelift den großen Grill (Scudetto) erhalten haben, blieb dem GTA der kleine Originalgrill. Der GTA wurde als einzige Version des Alfa Romeo 156 mit schwarz hinterlegten Scheinwerferreflektoren ausgeliefert.

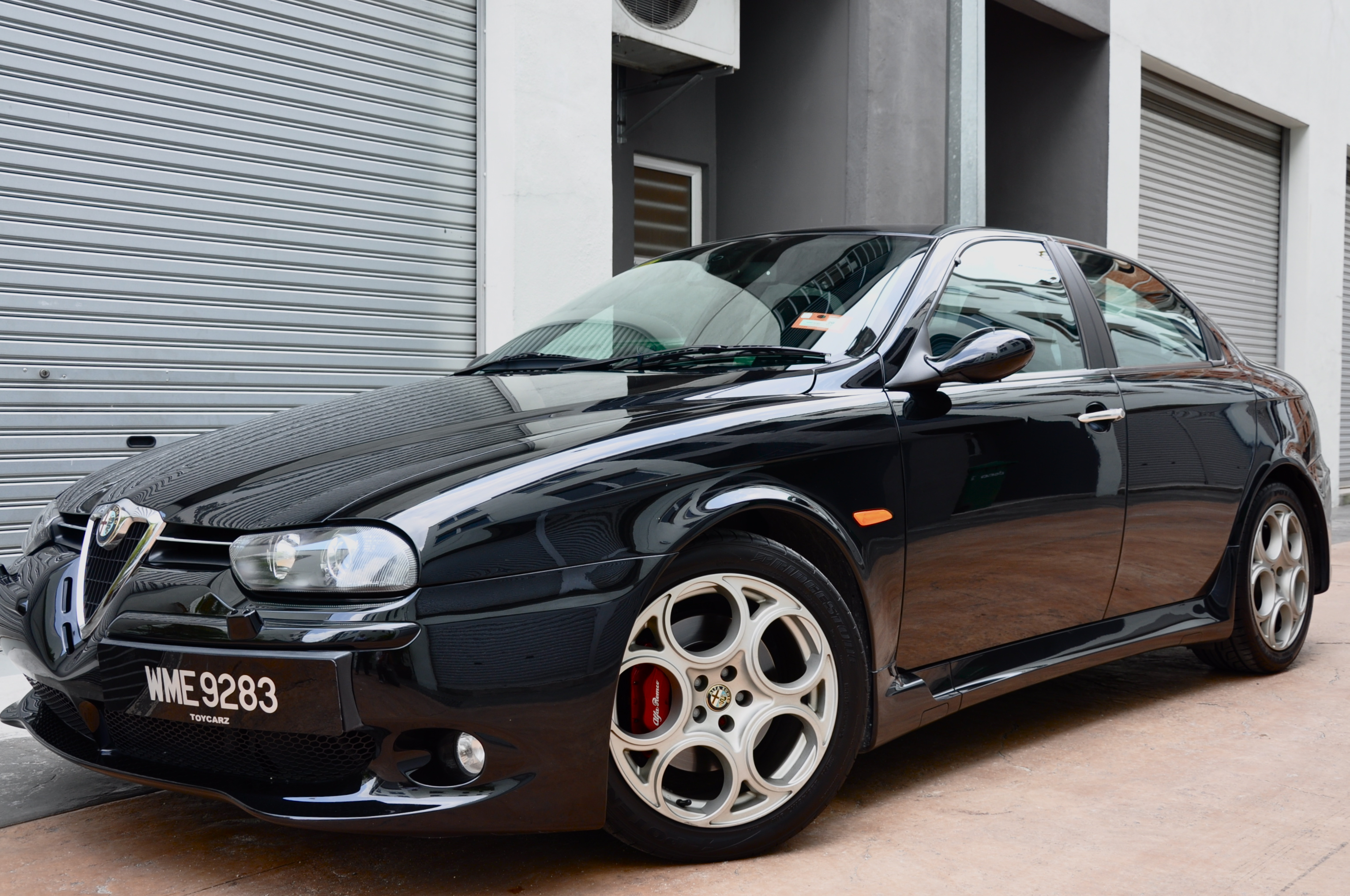
Alfa Romeo 156 GTA (2002–2005)
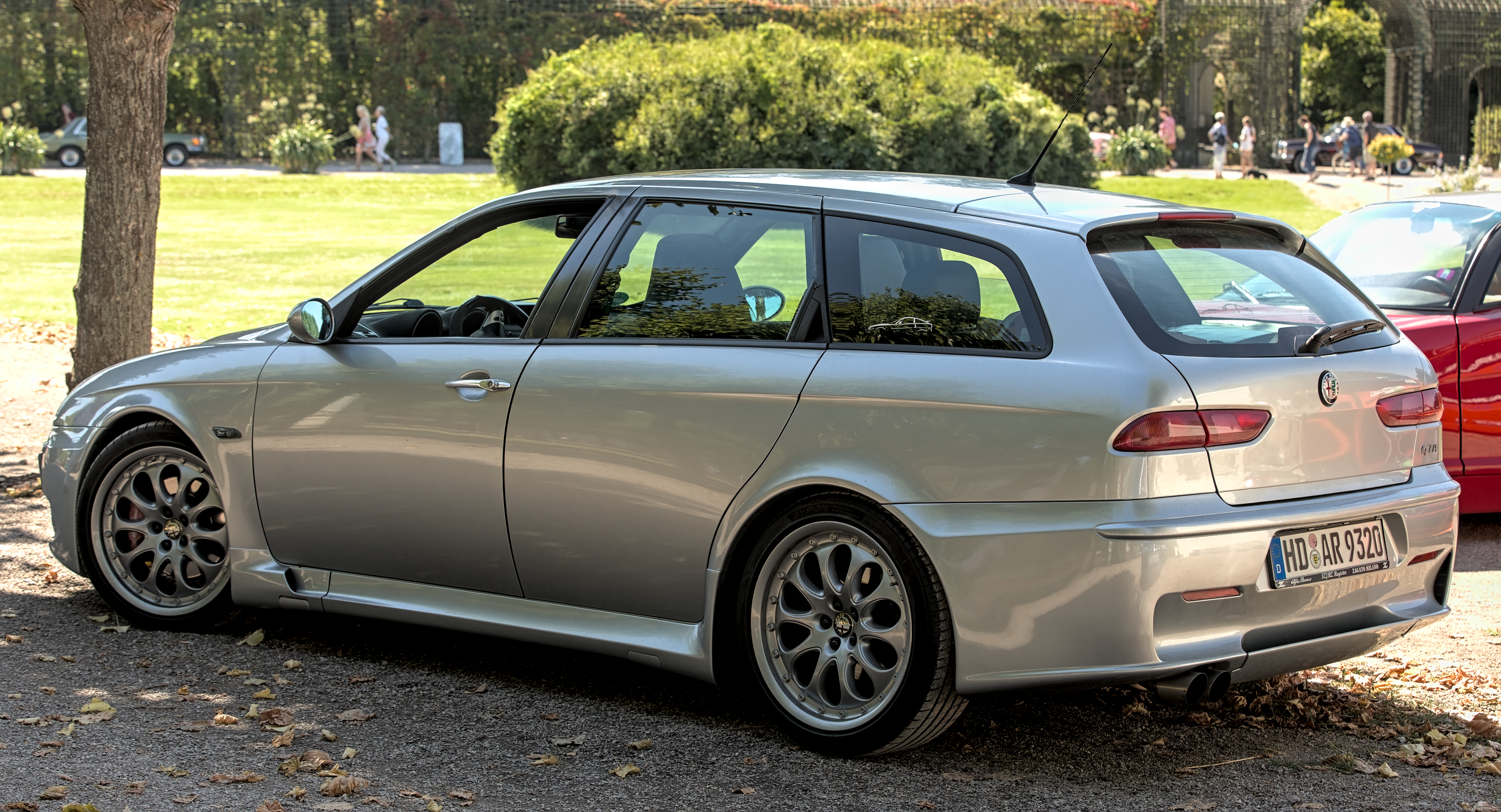
Alfa Romeo 156 Sportwagon GTA (2002–2005)
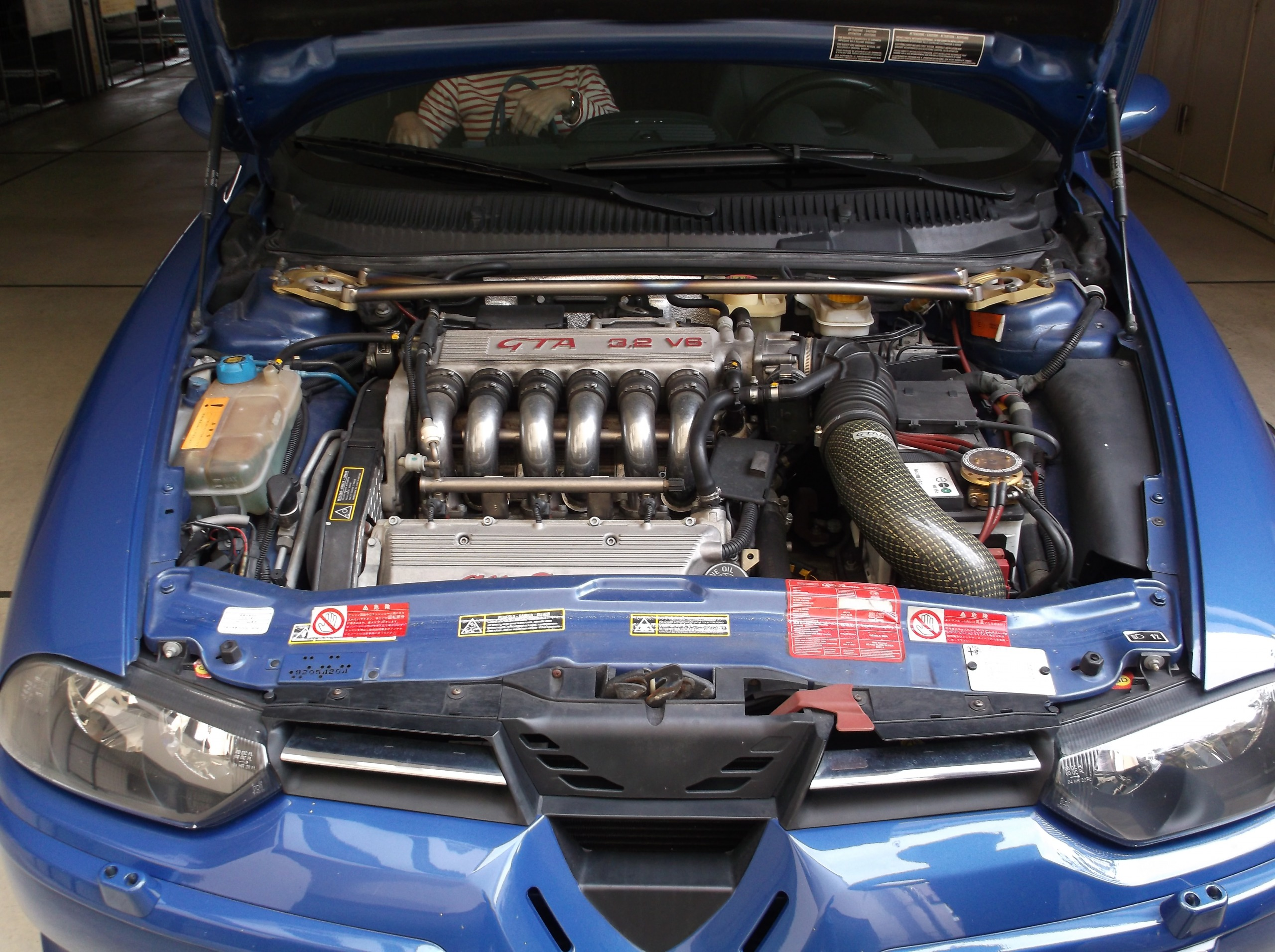
Motorraum im 156 GTA

### Crosswagon Q4
Der Sportwagon Q4 war eine 2 cm erhöhte Ausführung des 156 mit Allradantrieb. Von Oktober 2004 bis Juli 2007 wurde diese um das Modell Crosswagon Q4 ergänzt, das um 6,5 cm höher gelegt ist. Es bietet dadurch mehr Bodenfreiheit und mehr Übersicht, ohne ein vollwertiger Geländewagen zu sein. Der Wagen hat serienmäßig eine neuartige Antriebsschlupfregelung (ASR) und den Alfa Romeo-eigenen Allradantrieb „Q4“ und kann damit auch im Grenzbereich besser unter Kontrolle gehalten werden. Erkennbar ist der Crosswagon Q4 an den wuchtigeren Schürzen an Front und Heck. Er wurde ausschließlich mit dem 110 kW (150 PS) leistenden 1,9-l-Vierzylinder-Dieselmotor (305 Nm maximales Drehmoment) in Verbindung mit einem 6-Gang-Schaltgetriebe angeboten.
In Anbetracht, dass bei seinem Erscheinen der Nachfolger des 156 schon erwartet wurde, hatte Alfa Romeo den Listenpreis mit 32.000 € angesetzt, also 2000 € mehr als die Allradvariante Sportwagon Q4. Mit 400 Stück war auch die Verkaufserwartung für Deutschland sehr moderat.

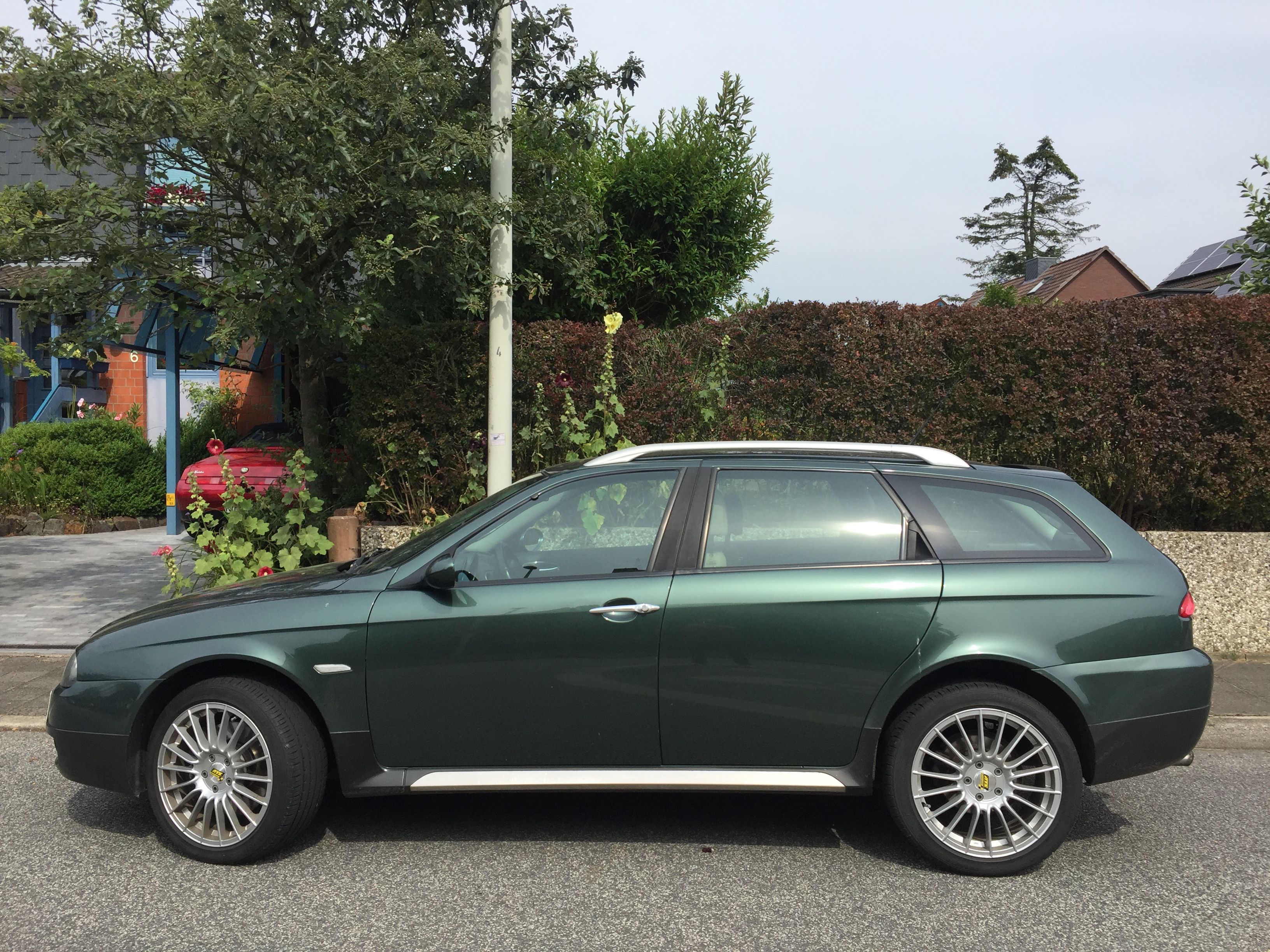
Seitenansicht
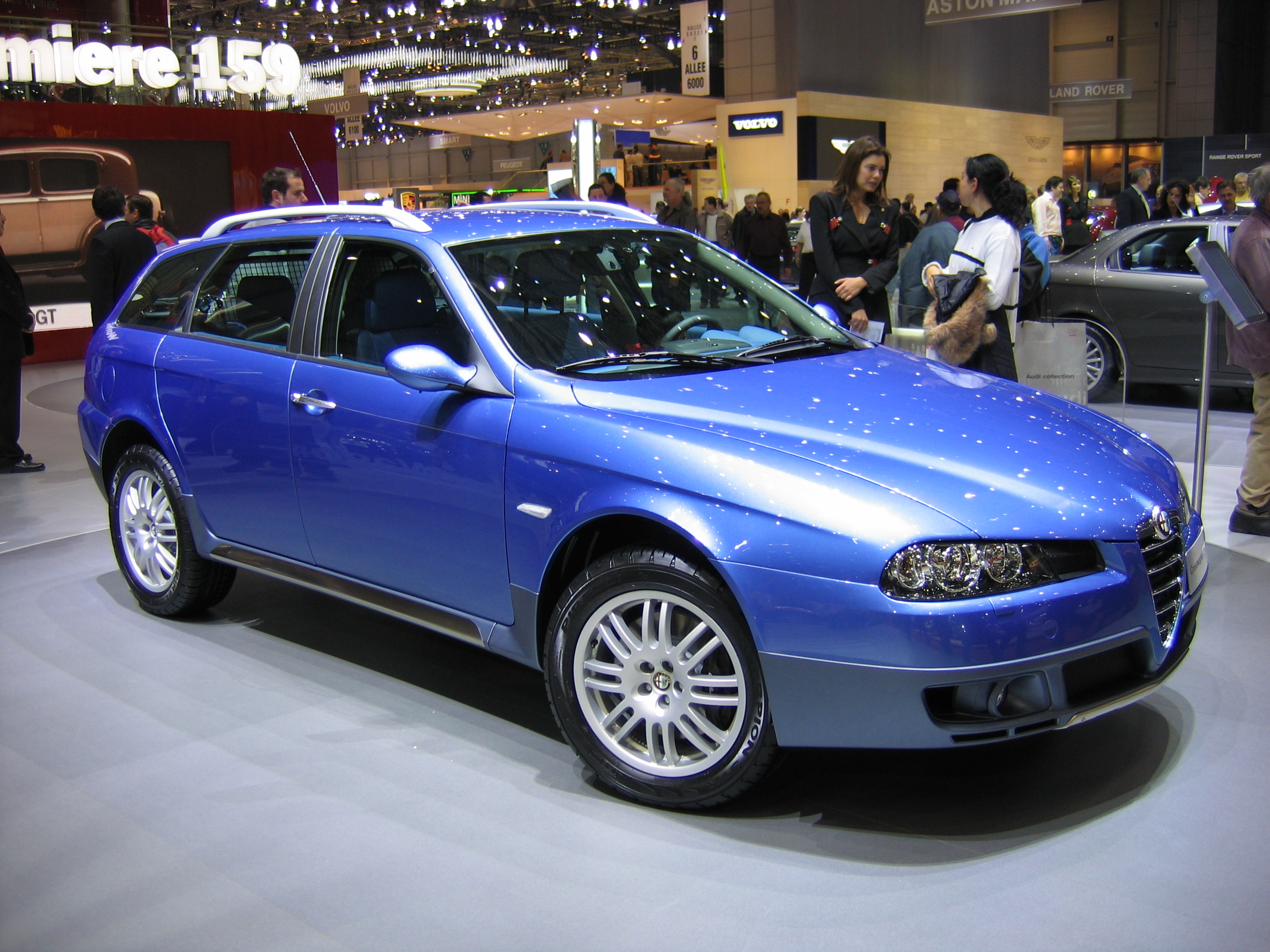
Frontansicht
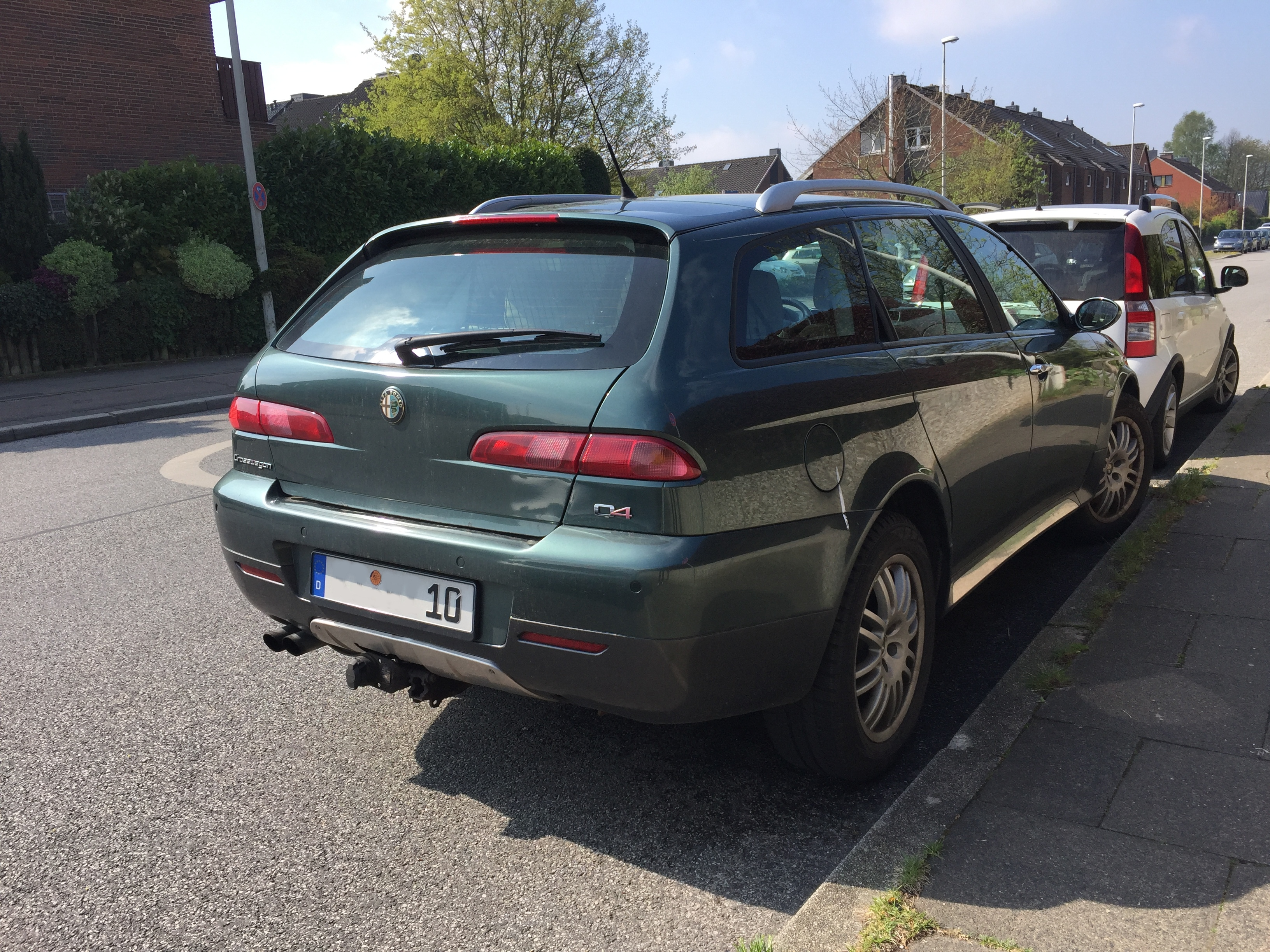
Heckansicht

## Design
Verantwortlich für das Design war Walter Maria de Silva, der unter anderem später den Seat Leon II sowie den Audi A5 gestaltete. Mit dem Alfa Romeo 156 nahm de Silva ein für Alfa Romeo typisches Designelement aus den 1950er-Jahren wieder auf, indem er den mittleren Teil des Kühlergrills tief nach unten zog und das Kraftfahrzeugkennzeichen seitlich platzierte. Neu waren die etwas versteckt in die Fensterrahmen eingelassenen Griffe der hinteren Türen, die dem Viertürer die Anmutung eines Zweitürers geben. An der Innenausstattung arbeitete Fabrizio Buonamassa mit, der später Designer bei Bulgari wurde. Mit dem Facelift wurde Giorgetto Giugiaro betraut.
Das Design wurde in einer Betrachtung als Zukunfts-nostalgisch (Retro-futuristisch) eingestuft und in die Nähe des Werks von Oscar Niemeyer gerückt.

## Fahrwerk
Die vordere Radaufhängung der 156-Reihe ist eine Doppelquerlenkerachse mit einem unteren Dreiecks-Querlenker und einem schräg angeordneten oberen Dreieckslenker. Die Hinterräder werden oben vom Stoßdämpfer und unten von jeweils zwei Querlenkern und einem Längslenker geführt („Camuffo-Achse“). Die oberen Lenker der Vorderachse wurden in einem damals im Automobilbau neuen Vakuum-Gussverfahren aus Aluminium hergestellt, das zuvor nur beim Hinterachstragkörper des Alfa Romeo GTV/Spider der Baureihe 916 angewendet worden war.

## Motoren

### Ottomotoren
| Modell      | Zylinder/Ventile | Hubraum  | max. Leistung   | max. Drehmoment       | Bauzeit         |
| ----------- | ---------------- | -------- | --------------- | --------------------- | --------------- |
| 1.6 TS 16V  | 4/16             | 1598 cm³ | 88 kW (120 PS)  | 144 Nm bei 4500 min−1 | 09.1997–10.2000 |
| 1.6 TS 16V  | 4/16             | 1598 cm³ | 88 kW (120 PS)  | 146 Nm bei 4200 min−1 | 10.2000–09.2005 |
| 1.8 TS 16V  | 4/16             | 1747 cm³ | 106 kW (144 PS) | 169 Nm bei 3500 min−1 | 09.1997–10.2000 |
| 1.8 TS 16V  | 4/16             | 1747 cm³ | 103 kW (140 PS) | 163 Nm bei 3900 min−1 | 10.2000–09.2005 |
| 2.0 TS 16V  | 4/16             | 1970 cm³ | 114 kW (155 PS) | 187 Nm bei 3500 min−1 | 09.1997–10.2000 |
| 2.0 TS 16V  | 4/16             | 1970 cm³ | 110 kW (150 PS) | 182 Nm bei 3800 min−1 | 10.2000–03.2002 |
| 2.0 JTS 16V | 4/16             | 1970 cm³ | 122 kW (166 PS) | 206 Nm bei 3250 min−1 | 03.2002–09.2005 |
| 2.5 V6 24V  | 6/24             | 2492 cm³ | 140 kW (190 PS) | 222 Nm bei 5000 min−1 | 09.1997–10.2000 |
| 2.5 V6 24V  | 6/24             | 2492 cm³ | 141 kW (192 PS) | 218 Nm bei 5000 min−1 | 10.2000–09.2005 |
| 3.2 V6 GTA  | 6/24             | 3179 cm³ | 184 kW (250 PS) | 300 Nm bei 4800 min−1 | 03.2002–09.2005 |

- TS = Twin Spark (Doppelzündung)
- JTS = Jet Thrust Stoichiometric (Benzin-Direkteinspritzung)

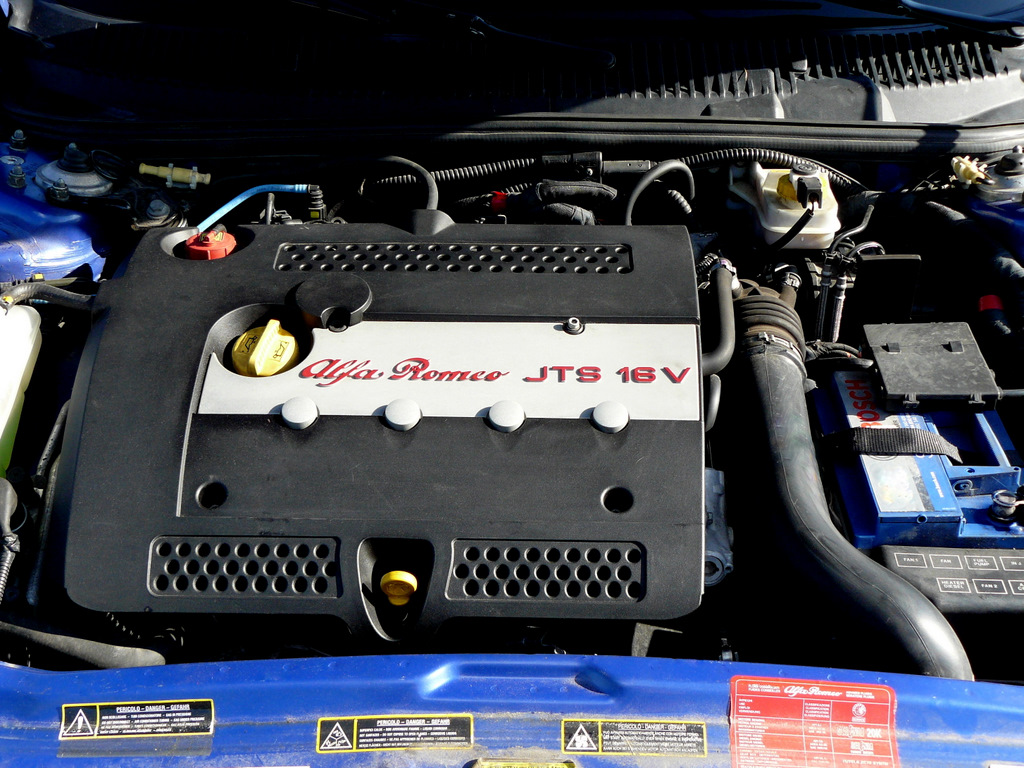
16V-Motor des 156 2,0 JTS
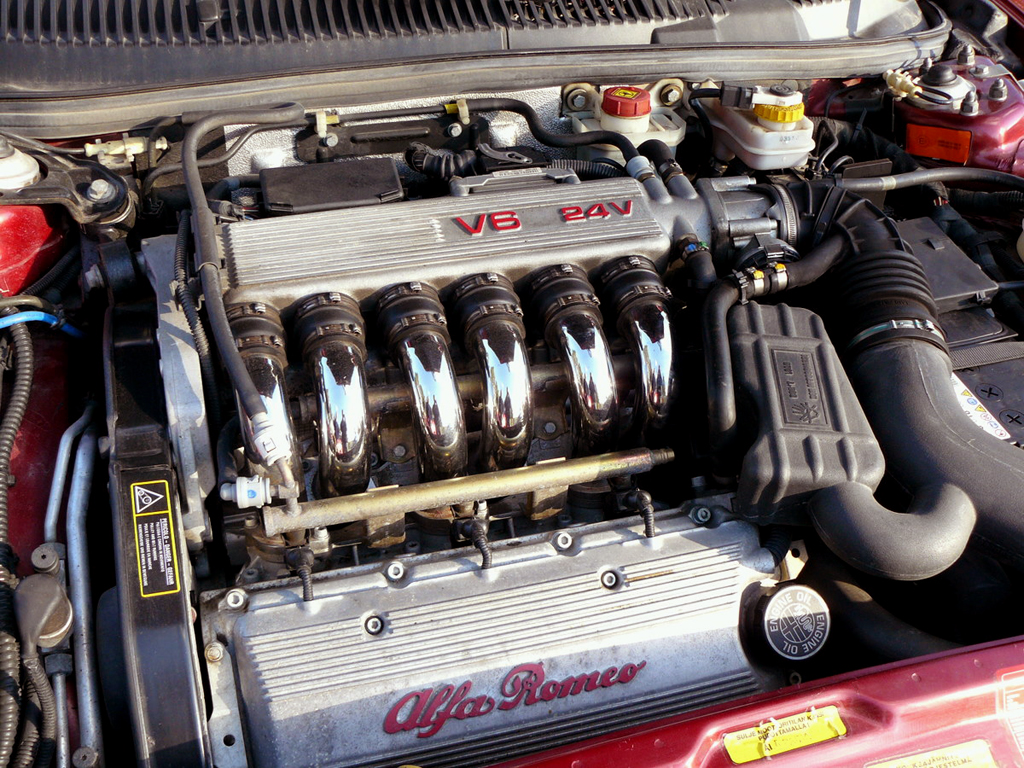
2,5-l-V6-Motor des 156

### Diesel
| Modell            | Zylinder/Ventile | Hubraum  | max. Leistung   | max. Drehmoment     | Bauzeit         | Bemerkung                         |
| ----------------- | ---------------- | -------- | --------------- | ------------------- | --------------- | --------------------------------- |
| 1.9 8V JTD        | 4/8              | 1910 cm³ | 77 kW (105 PS)  | 255 Nm bei 2000/min | 09.1997–10.2000 |                                   |
| 1.9 8V JTD        | 4/8              | 1910 cm³ | 81 kW (110 PS)  | 275 Nm bei 2000/min | 10.2000–05.2001 |                                   |
| 1.9 8V JTD        | 4/8              | 1910 cm³ | 85 kW (116 PS)  | 275 Nm bei 2000/min | 05.2001–09.2005 |                                   |
| 1.9 16V JTD M-Jet | 4/16             | 1910 cm³ | 103 kW (140 PS) | 305 Nm bei 2000/min | 11.2002–09.2005 |                                   |
| 1.9 16V JTD M-Jet | 4/16             | 1910 cm³ | 110 kW (150 PS) | 305 Nm bei 2000/min | 07.2004–07.2007 | nur als Sportwagon und Crosswagon |
| 2.4 10V JTD       | 5/10             | 2387 cm³ | 100 kW (136 PS) | 304 Nm bei 2000/min | 09.1997–10.2000 |                                   |
| 2.4 10V JTD       | 5/10             | 2387 cm³ | 103 kW (140 PS) | 305 Nm bei 2000/min | 10.2000–05.2001 |                                   |
| 2.4 10V JTD       | 5/10             | 2387 cm³ | 110 kW (150 PS) | 310 Nm bei 1750/min | 05.2001–09.2005 |                                   |
| 2.4 20V JTD M-Jet | 5/20             | 2387 cm³ | 129 kW (175 PS) | 385 Nm bei 2000/min | 09.2003–09.2005 |                                   |

## Gesellschaftliche Bedeutung

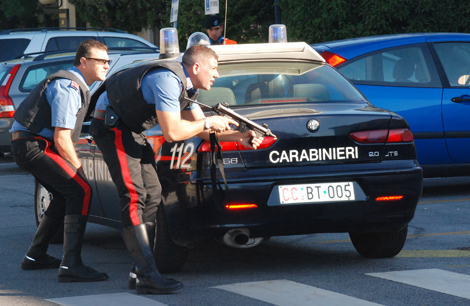
Der Alfa Romeo 156 im Rahmen einer Einsatzübung der Carabinieri

Wie viele Modelle in der Geschichte der Marke Alfa Romeo gilt auch der 156 als Fahrzeug für Nonkonfirmisten. In dieser Rolle wurde das Fahrzeug beispielsweise von Claus Theo Gärtner, dem Filmdetektiv Josef Matula in der Krimiserie Ein Fall für zwei gefahren, ebenso ein 156 Sportwagon von John Malkovich in der Hauptrolle als Tom Ripley in Ripley’s Game. Auch nach der Einstellung der Produktion ist der 156 in Filmen zu sehen, beispielsweise im Tatort – „Dinge, die noch zu tun sind“ von 2012, in Trance – Gefährliche Erinnerung von 2013 und in A Most Wanted Man von 2014.
Prominente Fahrer eines 156 als Limousine waren oder sind so unterschiedliche Personen wie der österreichische Künstler Adolf Frohner, der niederländische Kinderbuchautor Dolf Verroen, der britische Verkehrsminister Stephen Ladyman. Den Sportwagon nutzten Michael Schumacher und die Spieler des Eishockeyclubs Frankfurt Lions.

## Auszeichnungen
Der 156 gewann im Laufe der Zeit zahlreiche internationale Auszeichnungen. Zu ihnen zählen die Titel Car of the Year 1998, Auto Europa 1 − 1998, Best Compact Executive 1998 und The car that I prefer 2000.